# Mateu Pla
Mateu Pla (Barcelona, 8 de juliol de 1910 - Barcelona, 22 d'octubre de 1987) fou un jugador de bàsquet català dels anys 1920 i 1930.

## Trajectòria
Començà a jugar a bàsquet amb 16 anys al Laietà BC, club on romangué durant tota la seva vida esportiva. Amb el Laietà fou dos cops campió de Catalunya i un cop segon. Jugà amb la selecció catalana de bàsquet els partits enfront l'Ambrosiana de Milà i el Foyer Alsacien. Un any abans de la Guerra Civil fundà l'equip Casal Català Prat de la Riba.